# Pobeda
För andra betydelser, se Pobeda (olika betydelser).
Pobeda (vilket betyder seger på ryska), eller GAZ-M20, var en sovjetisk personbil som åren 1946–1958 serietillverkades av GAZ i en komplett fabrik för tillverkning av Opel Kapitän som beslagtagits från tyskarna som krigsskadestånd. Pobedan fanns även i en fyrhjulsdriven terrängversion (GAZ-M72). Pobedan licenstillverkades i Polen som FSO Warszawa M20.
Förutom den ursprungliga "vinglösa" formen kännetecknades "Pobeda" också av en reducerad höjd med 15-20 centimeter i jämförelse med bilar av samma klass. Detta resulterade i låg tyngdpunkt och förbättrad stabilitet. Motorn flyttades framåt, in i utrymmet ovanför den oberoende främre fjädringsbalken, vilket också gjorde att motorhuven och bilen som helhet kunde göras lägre.
Motorn var underventil. Arbetsvolymen var 2112 cm³, och den maximala effekten på 50-52 hästkrafter, men (beroende på modifieringen) uppnåddes endast vid 3600 rpm.
Den treväxlade växellådan "Pobeda" tillverkades ursprungligen på basis av GAZ-M-1-växellådan och hade inga synkronisatorer. Framfjädringen, enligt den allmänna designplanen, motsvarade den i Opel Kapitän-modellen.
Hjulen var ovanligt breda för de åren och hade stämplade skivor utan hål, fästa med fem muttrar på dubbar med ett bultmönster på 5 × 5 1/2", det vill säga 5 × 139,7 mm (det amerikanska systemet, som går tillbaka till de första GAZ-bilarna). Däcksstorlek 6.00-16, trumbroms med en hydraulcylinder i varje bromstrumma som verkade på båda bromsbeläggen samtidigt.
Chassit av "Pobeda" är bärande, helt i metall, och av sedan-typ. Det består av en ram, förstärkare och gångjärnsförsedda paneler. Material - stålkvalitet 08 med en tjocklek på 0,8 mm till 2,0 mm.

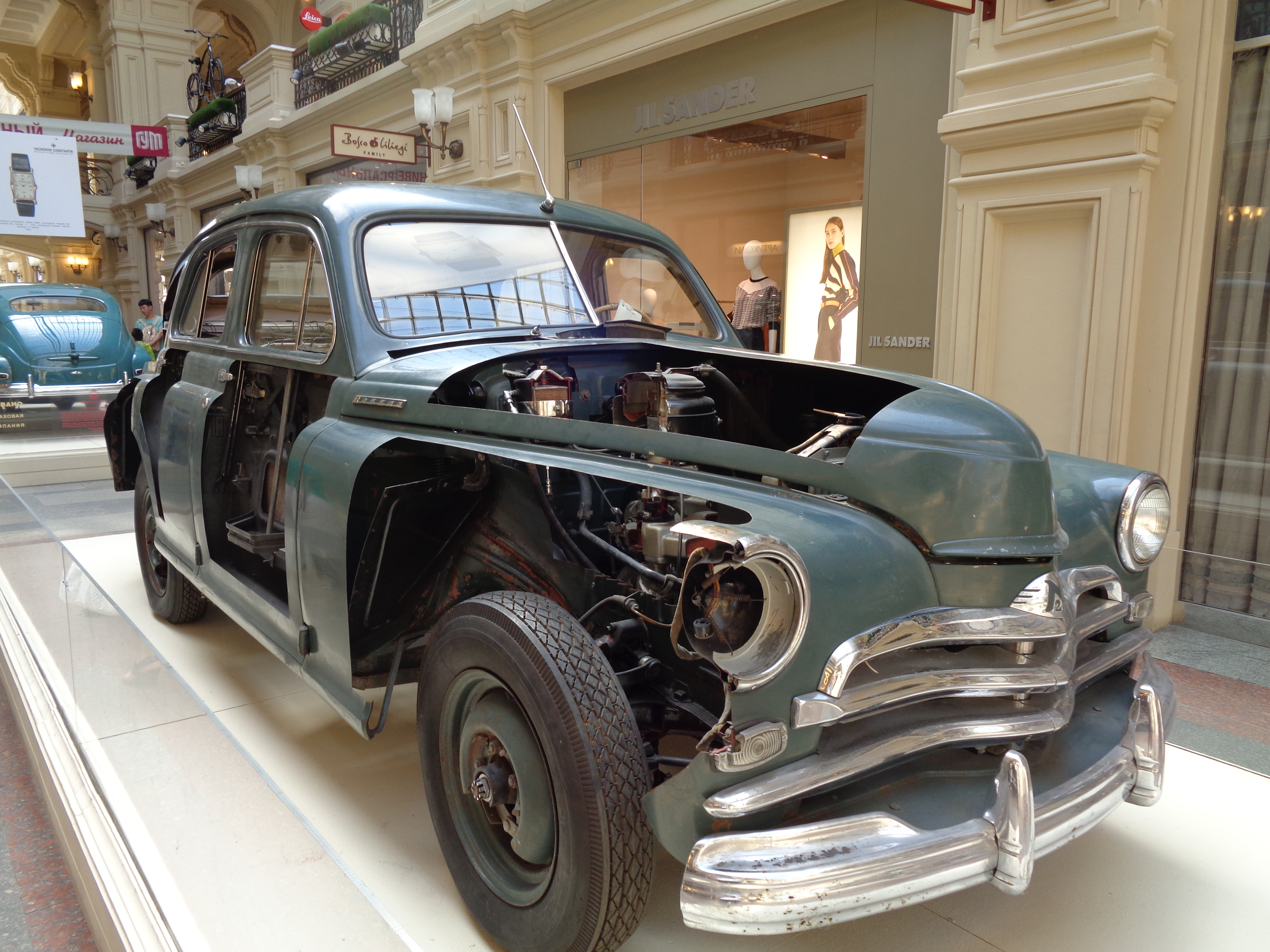
Maket GAZ-M20